# Āhua (métro d'Honolulu)
Āhua est une future station de métro américaine à Honolulu, dans le comté d'Honolulu, à Hawaï. Située sur la seule ligne du métro d'Honolulu entre Lelepaua et Kahauiki, elle doit ouvrir en 2025.